# Atsubetsu-ku
Atsubetsu-ku (厚別区?) è uno dei dieci quartieri amministrativi della città di Sapporo, in Giappone. Il quartiere è stato separato da Shiroishi-ku il 6 novembre 1989.

## Geografia
Ha una superficie di 24,38 km², il che lo rende il distretto più piccolo di Sapporo in termini di superficie. Asubetsu-ku si trova su un terreno in gran parte pianeggiante al confine della pianura di Ishikari, con solo un leggero rialzo del terreno nell'estremo sud. A est, il distretto comprende una piccola porzione della Foresta di Nopporo, protetta come parco naturale. L'omonimo fiume Asubetsu, che appartiene al bacino idrografico del Toyohira, forma quasi l'intero confine del distretto occidentale.
Confina con Shiroishi-ku a ovest, con la città di Ebetsu a est, con la città di Kitahiroshima a sud-est e con Kiyota-ku a sud.

## Storia
I primi abitanti si stabilirono nella zona nel 1883 vicino all'attuale stazione di Atsubetsu nell'allora villaggio di Shiroishi. Nel 1889 fu aperta l'autostrada Ebetsu (il predecessore dell'attuale Strada Nazionale 12) tra Sapporo e Ebetsu, seguita nel 1894 dalla stazione di Atsubetsu sulla linea principale Hakodate. Dal 1902 l'area appartenne al villaggio di Shiroishi, che si fuse con la città di Sapporo nel 1950. Nel 1972 la città di Sapporo diventa una città designata per ordinanza e viene implementato il sistema distrettuale amministrativo. La zona diventa il quartiere di Shiroishi-ku. Nello stesso anno, il governo della città iniziò a trasformare l'area attorno alla nuova stazione di Shin-Sapporo sulla linea Chitose in un sottocentro con edifici per uffici e centri commerciali. Nel 1983 viene aperto il Villaggio storico di Hokkaido. Il 6 novembre 1989 il governo creò il nuovo distretto di Atsubetsu-ku separandolo da Shiroishi-ku.

## Origine del toponimo
Deriva dalle parole Ainu “Hashi petsu”|(ハシ・ペッ, fiume che scorre attraverso i boschi) o “Atsu petsu”(アッ・ペッ, fiume con halibut o fiume ricco dove si può pescare).

## Trasporti

### Ferrovia
- JR Hokkaido
  - Linea principale Hakodate : Shinrin-Kōen - Atsubetsu
  - Linea Chitose : Shin-Sapporo - Kami-Nopporo
- Metropolitana di Sapporo
  - Linea Tōzai : Ōyachi - Hibarigaoka - Shin-Sapporo

### Strada
- Autostrada Dō-Ō : Sapporo-minami IC
- Strada Nazionale 12

## Istruzione
Università
- Università Hokusei Gakuen

College
- Junior College dell'Università Hokusei Gakuen

Scuole superiori
- Pubbliche
  - Scuola superiore Atsubetsu di Hokkaido Sapporo
  - Scuola superiore Hokkaido Sapporo Keisei
  - Scuola superiore commerciale Hokkaido Sapporo Higashi
- Private
- Scuola superiore dell'Università Hokusei Gakuen

## Turismo
- Stadio Atsubetsu di Sapporo
- Villaggio storico di Hokkaido (Museo all'aperto)
- Museo dell'Hokkaido

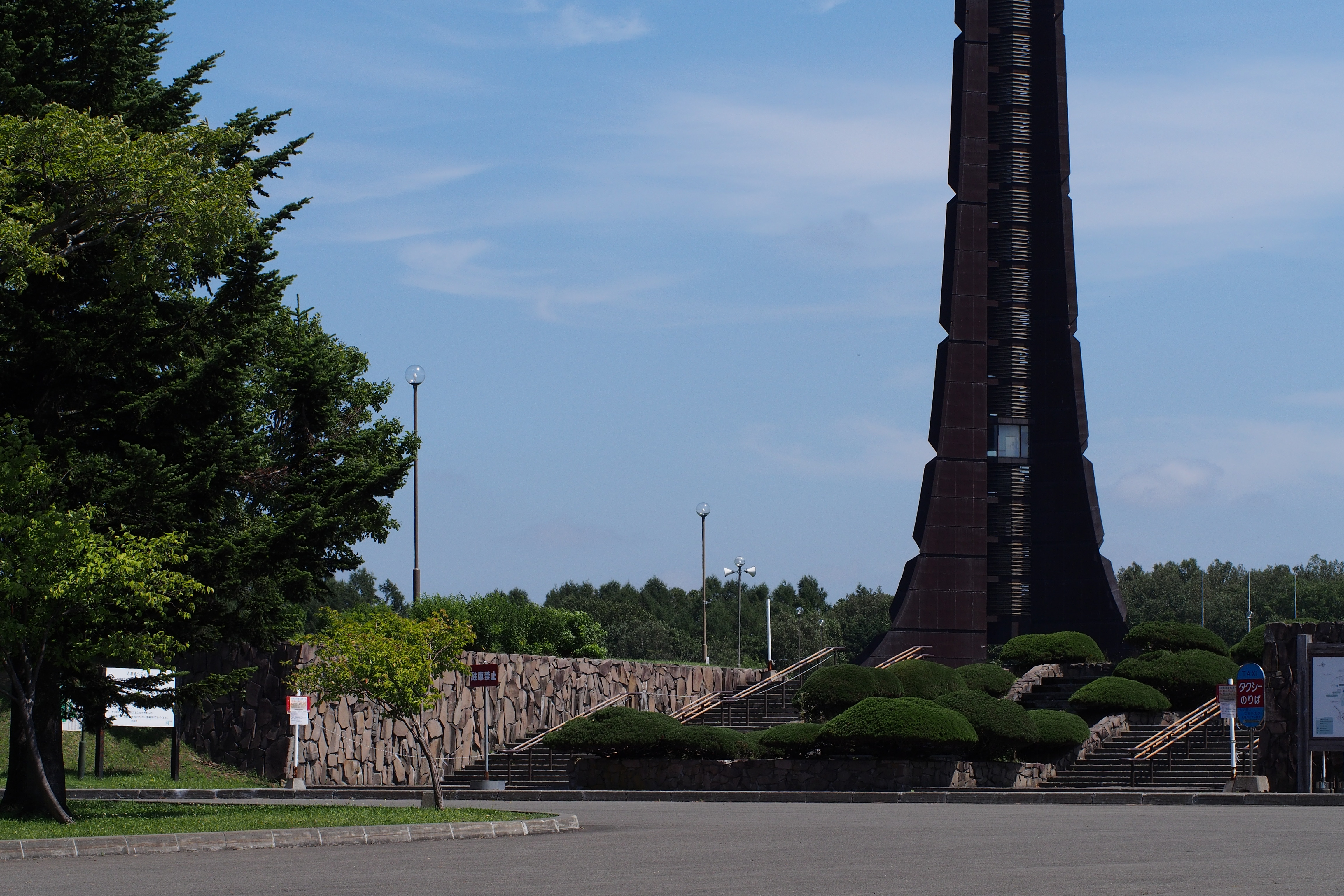
Parco naturale Nopporo Shinrin-kōen
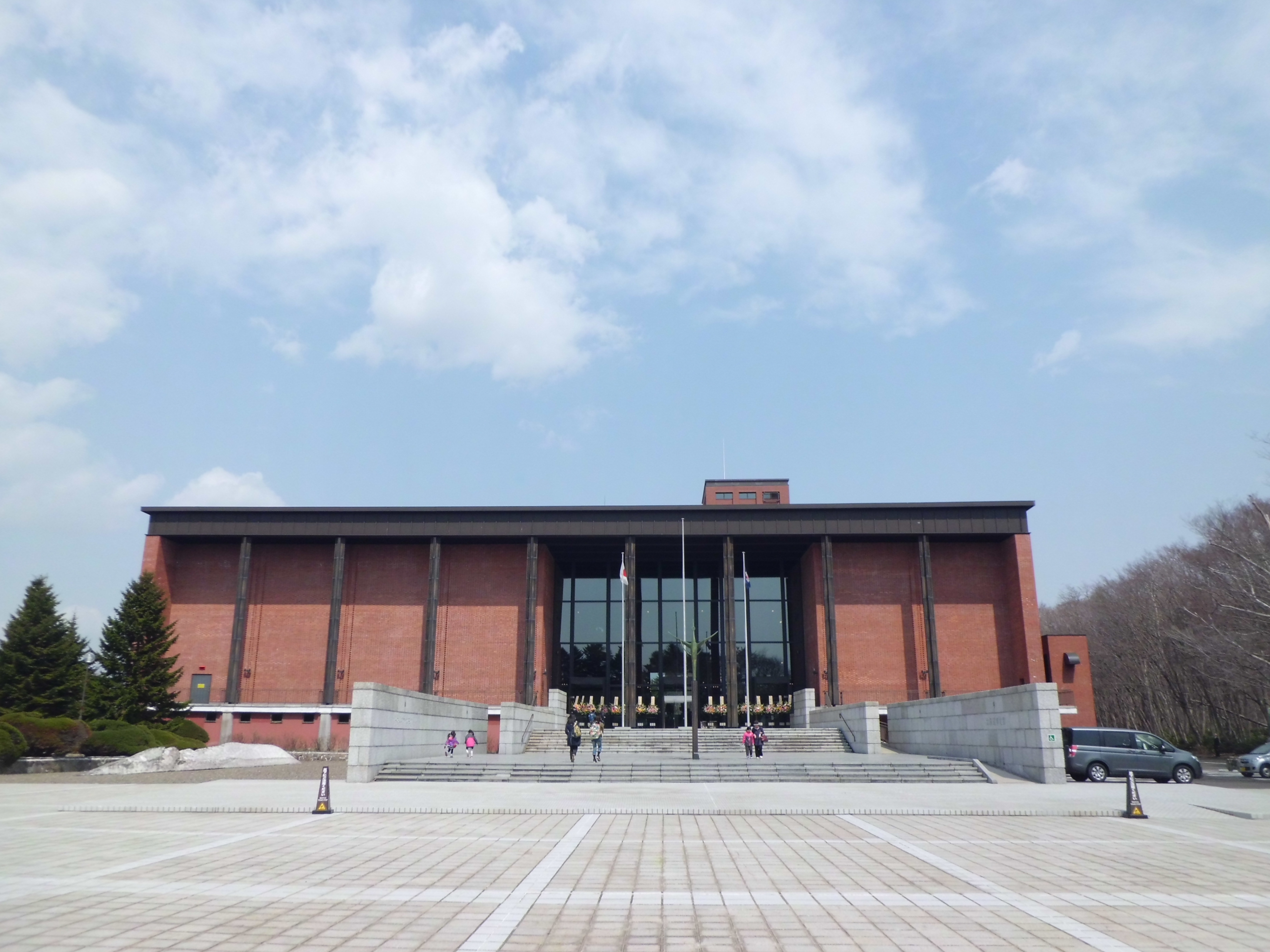
Museo dell'Hokkaido
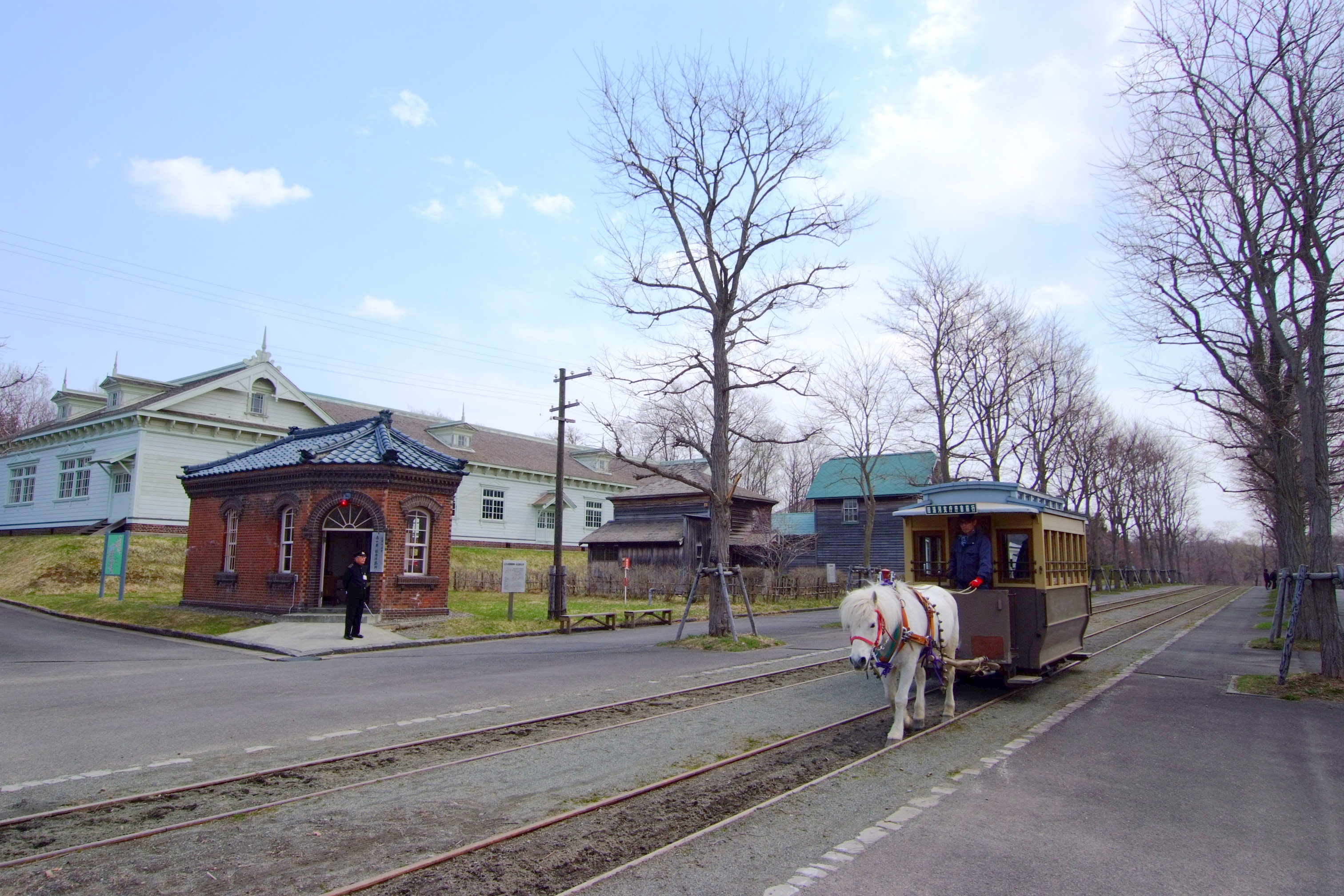
Tram trainato da cavalli nel Villaggio storico di Hokkaido

- Centro scientifico di Sapporo
- Acquario di Sunpiazza

- Parco naturale Nopporo Shinrin-kōen
- Museo dell'Hokkaido
- Tram trainato da cavalli nel Villaggio storico di Hokkaido